# Gouverneur-generaal van de Filipijnen (1898-1935)
De hoogste gezagdrager in de Filipijnen na de overdracht van het land aan de Verenigde Staten was de Amerikaanse gouverneur-generaal. De Amerikaanse gouverneur-generaal werd benoemd door de president van de Verenigde Staten. Deze benoeming moest door de Amerikaanse Senaat goedgekeurd worden. In tegenstelling tot de gouverneurs-generaal van de Britse dominions voerde de gouverneur-generaal van de Filipijnen een actief gezag uit over het land.
Militaire gouverneurs
- 1898        Wesley Merritt
- 1898 - 1900 Elwell S. Otis
- 1900 - 1901 Arthur MacArthur Jr.

Gouverneurs-generaal
- 1901 - 1904 William Howard Taft
- 1904 - 1906 Luke E. Wright
- 1906        Henry Clay Ide
- 1906 - 1907 James Francis Smith
- 1907 - 1908 Newton W. Gilbert
- 1908 - 1913 William Cameron Forbes
- 1913 - 1921 Francis Burton Harrison
- 1921        Charles Yeater (waarnemend)
- 1921 - 1927 Leonard Wood
- 1927        Eugene Allen Gilmore
- 1927 - 1929 Henry L. Stimson
- 1929 - 1930 Eugene Allen Gilmore
- 1930 - 1932 Dwight Filley Davis
- 1932 - 1933 Theodore Roosevelt jr.
- 1933 - 1935 Frank Murphy